# 无锡市育才中学
无锡市育才中学，创建于1998年。目前，学校已发展至35个教学班，1600多名学生，教职员工130多名的学校。